# Dutch Junior International 2019
De Dutch Junior International 2019 was het voornaamste open internationaal jeugd badminton toernooi van Nederland.
Badminton Nederland organiseerde het evenement tezamen met badminton club Duinwijck in Haarlem van 27 februari tot en met 3 maart 2019.
Het evenement maakte deel uit van het BWF Junior International Grand Prix circuit 2019.

## Winnaars en ere plaatsen
| Jaar          | Winnaar                            | Zilver                   | Brons                                      |
| ------------- | ---------------------------------- | ------------------------ | ------------------------------------------ |
| Mannenenkel   | Liu Liang                          | Christian Adinata        | Park Hyeon-seung                           |
| Mannenenkel   | Liu Liang                          | Christian Adinata        | Brian Yang                                 |
| Vrouwenenkel  | Han Qianxi                         | Riko Gunji               | Kim Ga-lam                                 |
| Vrouwenenkel  | Han Qianxi                         | Riko Gunji               | Stephanie Widjaya                          |
| Mannendubbel  | Di Zijian Wang Chang               | Dai Enyi Feng Yanzhe     | Leo Rolly Carnando Daniel Marthin          |
| Mannendubbel  | Di Zijian Wang Chang               | Dai Enyi Feng Yanzhe     | Takuma Kawamoto Tsubasa Kawamura           |
| Vrouwendubbel | Nita Violina Marwah Putri Syaikah  | Luo Xumin Zhou Xinru     | Dinda Dwi Cahyaning Indah Cahya Sari Jamil |
| Vrouwendubbel | Nita Violina Marwah Putri Syaikah  | Luo Xumin Zhou Xinru     | Guo Lizhi Li Yijing                        |
| Gemengddubbel | Daniel Marthin Nita Violina Marwah | Feng Yanzhe Lin Fangling | Noh Min-woo Kim Ga-lam                     |
| Gemengddubbel | Daniel Marthin Nita Violina Marwah | Feng Yanzhe Lin Fangling | Sirawit Sothon Pornnicha Suwatnodom        |

## Weblinks
- https://bwf.tournamentsoftware.com/sport/tournament?id=7B266DB0-03A3-4395-98A1-DA5ED7CCA4E7